# Хьюз, Барнард
Барнард Хьюз (англ. Barnard Hughes; 16 июля 1915, Уэстчестер, Нью-Йорк — 11 июля 2006[…], Нью-Йорк, США) — американский актёр театра, кино и телевидения.

## Биография
Бернард Алоизий Кирнан Хьюз родился 16 июля 1915 года в городке Бедфорд-Хиллс, штат Нью-Йорк. Его родители были эмигранты из Ирландии, Мадж и Оуэн Хьюз. Учился в высшей школе англ. La Salle Academy, затем в Манхэттенском колледже. В молодости Хьюз работал докером, продавцом в супермаркете Macy’s, помощником редактора в The Wall Street Journal. Начав актёрскую карьеру в 1934 году, поменял по совету нумеролога одну букву в своём имени и стал Барнард.
В 1943—1945 годах служил в армии, участвовал во Второй Мировой войне. 19 апреля 1950 года женился на актрисе Хелен Стенборг, с которой прожил больше 56 лет до самой своей смерти. У пары двое детей: Лаура (род. 1959, актриса) и Дуглас (род. 1955, театральный режиссёр).
Барнард Хьюз скончался 11 июля 2006 года, не дожив пяти дней до своего 91-го дня рождения.

## Избранные награды и номинации
- 1978 — Прайм-тайм премия «Эмми» в категории «Лучший приглашённый актёр в драматическом телесериале» за роль в сериале «Лу Грант» — победа.
- 1988 — Перемия «Сатурн» в категории «Лучший актёр второго плана» за роль в фильме «Пропащие ребята» — номинация.

## Избранные работы
Отдав более 60 лет театру, Хьюз сыграл более 400 различных ролей, а за 46 лет кино-карьеры появился более чем в 100 фильмах и сериалах, но только в трёх из них сыграл главную роль.

### Роли в театре
- Папа / Da — Папа
- Гамлет / Hamlet — Полоний, Марселлий (в разных постановках)
- Много шума из ничего / Much Ado About Nothing — Догберри[англ.]
- Продавец льда грядёт[англ.] / The Iceman Cometh — Гарри Хоуп

### Роли в кино
- 1961 — Молодые доктора[англ.] / The Young Doctors — доктор Кент О'Доннелл
- 1969 — Полуночный ковбой / Midnight Cowboy — Тауни
- 1970 — Обезьянник[англ.] / Where's Poppa? — полковник Хендрикс
- 1971 — Ломка[англ.] / Cold Turkey — доктор Проктор
- 1971 — В погоне за счастьем[англ.] / The Pursuit of Happiness — судья Воджел
- 1971 — Больница / The Hospital — Эдмонд Драммонд
- 1973 — Сёстры / Sisters — Артур Макленнен
- 1977 — О, Боже![англ.] / Oh, God! — судья Бейкер
- 1981 — Первый понедельник октября / First Monday in October — Джефферсон Кроуфорд, Председатель Верховного суда США
- 1982 — Трон / Tron — доктор Уолтер Гиббс / Дюмон
- 1982 — Лучший друг[англ.] / Best Friends — Тим Маккаллен
- 1985 — Макси[англ.] / Maxie — епископ Кэмпбелл
- 1986 — Где дети?[англ.] / Where Are the Children? — Джонатан Ноулс
- 1987 — Пропащие ребята / The Lost Boys — дедушка Эмерсон
- 1988 — Папа[англ.] / Da — Папа
- 1991 — Доктор Голливуд / Doc Hollywood — доктор Аврелий Хог
- 1993 — Действуй, сестра 2 / Sister Act 2: Back in the Habit — Отец Морис
- 1995 — Фантастикс[англ.] / The Fantasticks — Генри Альбертсон
- 1998 — Странная парочка 2[англ.] / The Odd Couple II — Бомон
- 1999 — Колыбель будет качаться / Cradle Will Rock — Фрэнк Марвел

### Роли на телевидении
- 1971—1973 — Все в семье / All in the Family — Отец Джон Маджески (в 3 эпизодах)
- 1973 — Добывайки[англ.] / The Borrowers — мистер Крэмпфёрл
- 1974, 1976, 1978 — Шоу Боба Ньюарта[англ.] / The Bob Newhart Show — Герберт Хартли (в 3 эпизодах)
- 1975—1976 — Доктор / Doc — доктор Джо Боджерт (в 31 эпизоде)
- 1977 — Лу Грант / Lou Grant — судья Феликс Рашмен (в 1 эпизоде)
- 1981—1982 — Мистер Мерлин[англ.] / Mr. Merlin — Макс Мерлин (в 22 эпизодах)
- 1986—1989 — Семья Кавано[англ.] / The Cavanaughs — Фрэнсис Кавано (в 26 эпизодах)
- 1987 — Рождество хобо[англ.] / A Hobo's Christmas — Ченс, хобо
- 1989 — День первый[англ.] / Day One — Генри Стимсон, военный министр США
- 1990 — Происшествие[англ.] / The Incident — Док Хансен
- 1991—1994 — Блоссом / Blossom — Базз Ричмен (в 50 эпизодах)